# Виконт Хенворт
Виконт Хенворт из Хенворта в графстве Мидлсекс — наследственный титул в системе Пэрства Соединённого королевства. Он был создан 17 января 1936 года для Эрнеста Поллока, 1-го барона Хенворта (1861—1936). Он был депутатом Палаты общин от Уорика и Лемингтона (1910—1923), занимал посты генерального солиситора (1919—1922), генерального атторнея (1922) и начальника судебных архивов (1923—1935). Эрнест Поллок уже получил титулы баронета из Хенворта в графстве Мидлсекс (Баронетство Соединённого королевства) 27 ноября 1922 года и барона Хенворта из Хенворта в графстве Мидлсекс (Пэрство Соединённого королевства) 28 января 1926 года.
По состоянию на 2025 год носителем титула являлся его правнук, Дэвид Стивен Джеффри Поллок, 3-й виконт Хенворт (род. 1946), который сменил своего отца в 1996 году. Будучи потомком сэра Фредерика Поллока, 1-го баронета Хаттона (1783—1870), он является родственником сэра Джорджа Фредерика Поллока, 5-го баронета (род. 1928).

## Виконты Хенворт (1936)
- 1936—1936: Эрнест Мюррей Поллок, 1-й виконт Хенворт (25 ноября 1861 — 22 октября 1936);
- 1936—1996: Дэвид Бертрам Поллок, 2-й виконт Хенворт (1 августа 1916 — 31 августа 1996), единственный сын капитана достопочтенного Чарльза Томаса Андерсона Поллока (1889—1918), внук предыдущего;
- 1996 — настоящее время: Дэвид Стивен Джеффри Поллок, 3-й виконт Хенворт (род. 16 февраля 1946), старший сын предыдущего;
  - Наследник: Гарольд Уильям Чарльз Поллок (род. 30 апреля 1988), старший сын майора достопочтенного Ричарда Чарльза Стэндиша Поллока (1951—2005), племянник предыдущего;
    - Наследник наследника: Гарольд Поллок (род. 2022), сын предыдущего; 
      - Третий наследник: Фредерик Томас Чарльз Поллок (род. 30 апреля 1988), младший брат-близнец Гарольда Уильяма Чарльза Поллока.